# Victor Kasote
Victor Kasote (ur. 2 stycznia 1971) − zambijski bokser, medalista igrzysk wspólnoty narodów (1994).

## Kariera amatorska
W 1994 reprezentował Zambię na igrzyskach Wspólnoty Narodów w Victorii. W ćwierćfinale tego turnieju zmierzył się z Modiradilo Healerem, którego pokonał przed czasem w 2. rundzie. W półfinale pokonał Domenica Figliomeniego, wygrywając na punkty (20:15). W finale pokonał go Abdirahman Ramadhani, zdobywca złotego medalu. 4. lata później również startował na tych igrzyskach, ale odpadł w eliminacjach, przegrywając z Richardem Suneem.